# 張益 (永楽進士)
張 益（ちょう えき、1395年 - 1449年）は、明代の官僚。字は士謙、号は惷庵。本貫は応天府江寧県。

## 生涯
1415年（永楽13年）、進士に及第し、翰林院庶吉士に任じられた。中書舎人となり、大理寺評事に転じた。『宣宗実録』の編纂に参与し、完成すると翰林院修撰となった。博学強記で、詩文にすぐれ、楊栄・楊士奇・楊溥らに重んじられた。1448年（正統13年）6月、侍読学士に進んだ、1449年（正統14年）5月、文淵閣に宿直し、国政の機密に参与した。7月、オイラトのエセン・ハーンが明に侵攻してくると、英宗は宦官の王振にたきつけられて親征し、張益は曹鼐とともに閣臣としてこれに扈従した。8月、張益は土木の変で難に遭って死去した。享年は55。景泰帝が即位すると、翰林院学士の位を追贈された。諡は文僖といった。